# تشارلز فاندن ووير
تشارلز جوزيف فاندن ووير أو فان دن ووير (7 أيلول / سبتمبر 1916 - 1 حزيران / يونيه 1989) هو لاعب كرة قدم بلجيكي سابق ولد في تيجنموذ (إنجلترا).

## السيرة الذاتية
كان يلعب مع بيرتشوت في الثلاثينات والأربعينات، فاز بلقب الدوري البلجيكي الممتاز مرتين في عام 1938 و 1939. لعب 263 مباراة وسجل 57 هدفا في الدوري.
لاعب منتخب بلجيكا لكرة القدم من 1938 إلى عام 1940، ولعب 8 مباريات، بما في ذلك مشاركة 16 في كأس العالم 1938.

## إنجازات
- منتخب بلجيكا لكرة القدم من عام 1938 إلى عام 1940 (8 كؤوس و 2 أهداف)
- المباراة الدولية الأولى : فرنسا-بلجيكا 5-3 في 30 كانون الثاني / يناير 1938 (سجل 1 هدف)
- المشاركة في 1938 كأس العالم (لعب مباراة واحدة)
- بطل بلجيكا في عام 1938 و 1939 مع بيرسخوت إيه سي
- نائب بطل بلجيكا في عام 1937 مع بيرسخوت إيه سي

## روابط خارجية
- تشارلز فاندن ووير على موقع الاتحاد البلجيكي (الإنجليزية)
- تشارلز فاندن ووير على موقع قاعدة بيانات كرة القدم.إي يو (الإنجليزية)
- تشارلز فاندن ووير على موقع ناشيونال فوتبول تيمز (الإنجليزية)
- تشارلز فاندن ووير على موقع Soccerway.com (الإنجليزية)
- تشارلز فاندن ووير على موقع عالم كرة القدم.نت (الإنجليزية)